# 薩摩町
薩摩町（さつまちょう）は、かつて鹿児島県薩摩郡に存在した町である。
2005年（平成17年）3月22日に宮之城町、鶴田町と合併、さつま町となった。

## 歴史
- 1889年（明治22年）4月1日 - 町村制が施行されたのに伴い以下の自治体が設置された[1]。
  - 南伊佐郡 - 宮之城村、大村、永野村
- 1919年（大正8年） - 宮之城村が町制施行し宮之城町となる。
- 1922年（大正11年） - 宮之城町の飛地であった大字求名が分立し求名村が成立。
- 1949年（昭和24年） - 大村のうち大字南方及び大字北方が分立し中津川村が成立。
- 1954年（昭和29年）12月1日 - 永野村、求名村、中津川村が合併し、薩摩町が成立する。
  - 「薩」の字体については「産」の上部が「立」の「」が公式とされていた[2]。
- 2005年（平成17年）3月22日 - 宮之城町、鶴田町と新設合併し、さつま町となる。

## 歴代町長

### 歴代永野村長
山田榮七 1889年-1893年
瀬戸口照次 1893年-1895年
永松實徳 1895年-1897年
山田榮七 1897年-1900年
辻松榮次 1900年-1907年
宮里正則 1908年-1909年
永松實徳 1909年-1912年
折田愛熊 1912年-1920年
佐野太平次 1920年-1928年
原口慶之助 1928年-1932年
永松与衛 1932年-1933年
三浦能輔 1933年-1936年
平八郎 1936年-1940年
佐野太平次 1940年-1944年
辻松義夫 1944年-1945年
細山實夫 1945年-1947年
黒田清武 1947年-1951年
上別府實 1951年-1954年

### 歴代薩摩町長
戸子田等 1954年-1958年
上別府勲 1958年-1965年
羽有二衛 1965年-1969年
原則夫 1969年-1978年
竪山一之 1978年-1986年
脇榮一 1986年-1998年
山口昭幸 1998年-2005年

## 地域

### 教育

#### 中学校
- 薩摩町立薩摩中学校

#### 小学校
- 薩摩町立求名小学校
- 薩摩町立永野小学校
- 薩摩町立中津川小学校

## 交通

### 道路

#### 地域高規格道路
- 北薩横断道路（国道504号）
  - 永野IC

さつま観音滝IC、さつま広橋ICは2005年（平成17年）時点で未開通。

#### 国道
- 国道267号
- 国道328号
- 国道504号
- 鹿児島県道51号宮之城加治木線（主要地方道）

### 鉄道
町の廃止時点では存在せず。かつては国鉄宮之城線が町内を通っていたが、1987年に廃止された。廃止時には以下の駅が設置されていた。
- 薩摩求名駅 - 広橋駅 - 薩摩永野駅